# Wilder Freiger
Le Wilder Freiger ou Cima Libera est une montagne qui s’élève à 3 418 ou 3 419 m d’altitude dans les Alpes de Stubai, sur la frontière entre l'Autriche et l'Italie.